# David Rendall
Pour les articles homonymes, voir Rendall.
David Rendall est un ténor britannique né le 11 octobre 1948 à Londres et mort le 21 juillet 2025.

## Biographie
David Rendall naît le 11 octobre 1948 à Londres.
Il étudie à la Royal Academy of Music de Londres et au Mozarteum de Salzbourg et remporte le prix du jeune musicien de l'année décerné par la Greater London Arts Association en 1973,.
En 1975, il obtient une bourse Gulbenkian et fait ses débuts au Glyndebourne Touring Opera dans le rôle de Ferrando (Così fan tutte de Mozart).
À Covent Garden, Rendall fait ses débuts en 1975 en Chanteur italien dans Le Chevalier à la rose de Richard Strauss, avant de revenir au cours des ans dans les rôles d'Almaviva (Le Barbier de Séville de Rossini), Des Grieux (Manon de Jules Massenet), Matteo (Arabella de Strauss), Rodrigo (La donna del lago de Rossini), Flamand (Capriccio de Strauss) et le Duc, notamment.
En 1976, il est Ferrando au festival de Glyndebourne, où il revient par la suite dans les rôles de Tom Rakewell (The Rake's Progress de Stravinsky) et de Belmonte (Die Entführung aus dem Serail de Mozart).
À l'English National Opera, il chante notamment entre 1976 et 1992 Leicester (Maria Stuarda de Donizetti), le Duc, Rodolfo (La bohème de Puccini) et Pinkerton (Madama Butterfly).
En Amérique du Nord, David Rendall fait ses débuts à Ottawa en Tamino (La Flûte enchantée de Mozart) en 1977, puis est l'année suivante Rodolfo et Alfredo (La traviata de Verdi) au New York City Opera et Don Ottavio (Don Giovanni de Mozart) à San Francisco, avant de faire ses débuts au Metropolitan Opera en 1980. À New York, il joue par la suite Lensky (Eugène Onéguine de Tchaïkovski, Matteo (Arabella), David (Die Meistersinger von Nürnberg) et Idomeneo.
Au cours de sa carrière, il se produit également à Paris, Vienne, Berlin, Hambourg, Buenos Aires et Aix-en-Provence, où il interprète Titus (La Clémence de Titus) de Mozart en 1988.
Au disque, David Rendall a notamment enregistré le Requiem d'Hector Berlioz sous la direction de Michael Gielen (1979), Maria Stuarda sous la direction de Charles Mackerras (1982) et La rondine sous la direction de Lorin Maazel (1985),.
Il meurt le 21 juillet 2025 à l'âge de 76 ans. Il était le mari de la mezzo-soprano Diana Montague et le père du baryton Huw Montague Rendall,.